# Norrviken
För andra betydelser, se Norrviken (olika betydelser).
Norrviken uttal (fil) är en kommundel i Sollentuna kommun. Den är belägen invid sjön Norrviken från vilken den också fått sitt namn och gränsar till kommundelarna Rotebro, Vaxmora Häggvik och Viby. Norrviken är indelat i områdena Norrvikens centrum, Klockaregården och Brunkebergsåsen.

## Historia

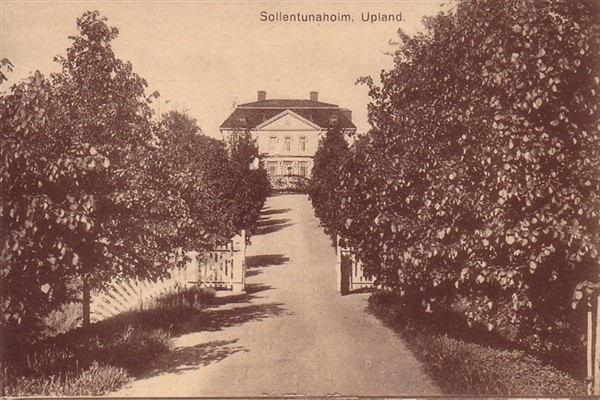
Sollentunaholm, Norrviken.

Området kring Norrviken är till stora delar gammal sjöbotten. Sollentunaholms säteri ligger vid kyrkan och har anor från 1600-talet. Den nuvarande slottsliknande byggnaden Sollentunaholm byggdes kring 1900. Norrviken var belägen i Sollentuna socken och bestod fram till slutet av 1800-talet av Sollentuna kyrka, Sollentunaholm och ett antal gårdar och torp. Samhället som det är nu började att byggas i början av 1900-talet som ett resultat av egnahemsrörelsen.  
Villasamhället började byggas 1906 då AB Norrvikens villastad inköpte Kista gårds ägor och började stycka dessa i egnahemstomter. Bolaget uppförde 1907 på egen bekostnad den första stationsbyggnaden och upplät marken närmast järnvägen till statens järnvägar. Genom att Norrviken fick en egen station kunde försäljningen ta fart på allvar.
År 1927 upprättades en stadsplan av arkitekt Cyrillus Johansson. Den 13 december 1929 inrättades Norrvikens municipalsamhälle inom Sollentuna landskommun, vilken upplöstes när hela kommunen ombildades till Sollentuna köping år 1944. 
I Norrvikens södra delar byggdes ett antal egnahemsvillor framförallt under 30- och 40-talet. Under 1960- och 1970-talen, samt början av 1980-talet byggdes ett par större radhusområden ut i sydvästra och norra delen av samhället. Många äldre villor har byggts med stora trädgårdar, som i många fall senare styckats och bebyggts främst under 60-80-talet. 
Norrvikens station öppnades 1 maj 1907 och utvidgades efterhand. 1955 ersattes den ursprungliga stationsbyggnaden och 1993 revs även detta stationshus, i samband med att Ostkustbanan byggdes ut till fyrspårig järnväg, och det nuvarande stationshuset stod färdigt 1995.

## Samhället
Villasamhället Norrviken består av ett stort antal tidstypiska sekelskiftesvillor med stort arkitekturhistoriskt värde.  
Norrviken har en till stor det sammanhållen sekelskiftesbebyggelse, med inslag av nyare villor och radhusområden. Norrvikens centrum har ett mindre antal flerbostadshus som i princip är de enda hus av detta slag som finns i området. Norr om Norrvikens centrum utmed järnvägen ligger även ett antal kontors- och industrifastigheter som skärmar av radhusområden från Norrvikenleden och Ostkustbanan. I Norrviken även finns ett flertal skolor och förskolor.

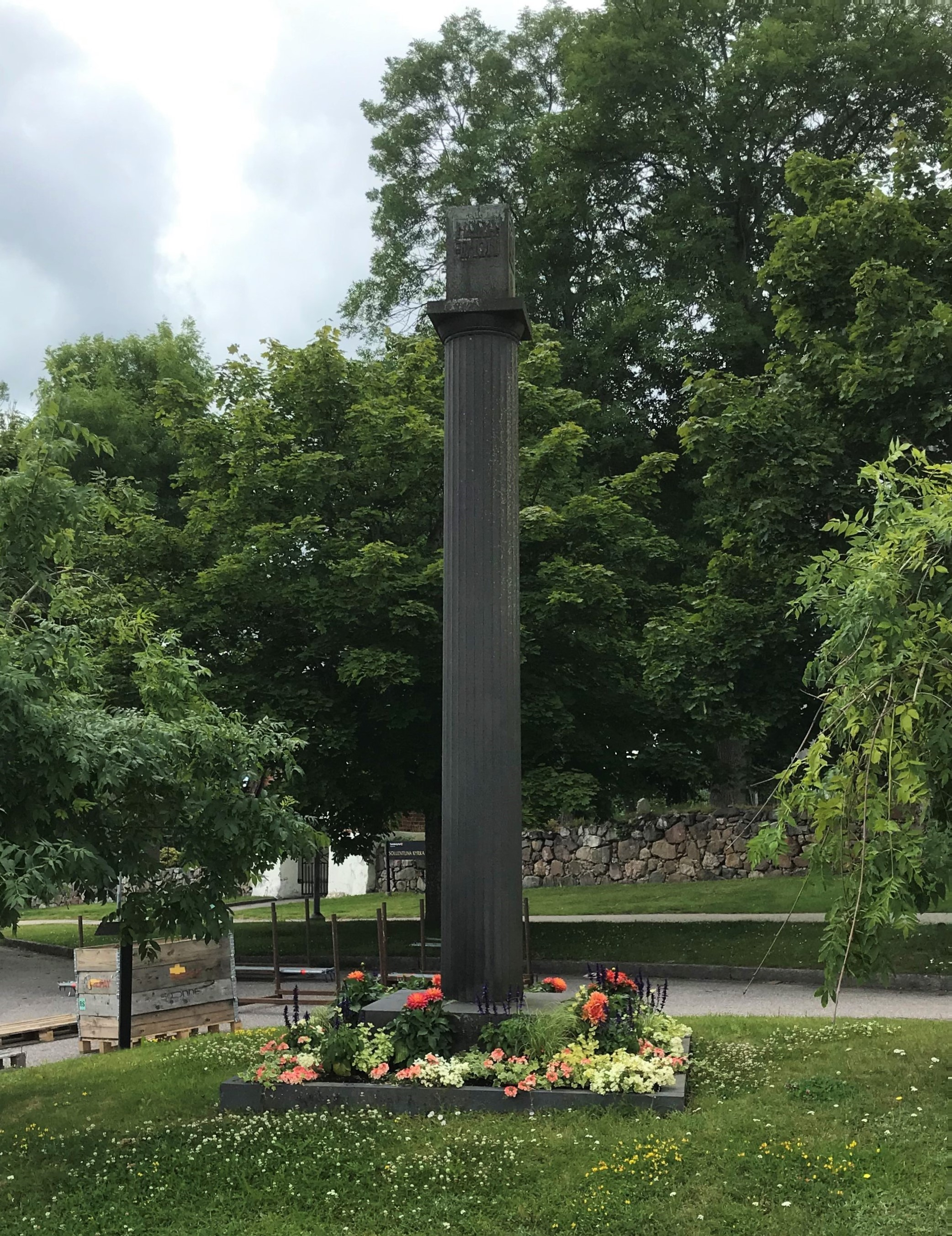
Varvningsmonumentet vid Sollentuna kyrka.

Närheten till vattnet i öster och Järvafältets strövområden i väster gör att Norrviken erbjuder många promenadvägar och rekreationsmöjligheter. Norrviken har vintertid en mycket välbesökt plogad skridskobana som vissa vinterdagar haft upp till 10 000 besökare. Sommartid finns möjlighet till bad vid ett flertal platser på områdets östra sida. Sollentuna kanotsällskap (SKS) och Sollentuna skridskosällskap (SSS) har haft verksamhet på områdets östra sida vid Norrvikens sydvästra strand sedan 1960-talet. I södra Norrviken finns även Norrvikens idrottsplats. Anläggningen innefattar en fotbollshall med fullstor konstgräsplan samt ytterligare en fullstor fotbollsplan och omklädningsrum. Mellan Norrviken, Viby och Rotebro finns även en golfbana med 18 hål. I närheten av Sollentuna kyrka står varvningsmonumentet från marathonloppet vid OS 1912 som hölls i Stockholm. Start och målgång ägde rum vid Stockholms stadion.
Norrviken har ett läge nära både Ostkustbanan, E4an och under Arlandas inflygningsled, vilket ur ett kommunikationsperspektiv är positivt men infrastrukturen innebär att Norrviken är bullerstört. Kommundelen Viby har sin huvudsakliga infart via Norrviken vilket genererar genomfartstrafik på Norrvikenleden som går genom hela Norrviken. 
Två byggnader vid Stationsvägen, strax väster om Norrvikens station, utmärker samhällets gamla centrum. De villaliknande husen som är uppförda 1912 och 1919 inrymmer affärslokaler i bottenvåningarna och flera bostadslägenheter i våningarna ovan. Vid Norrvikens södra ände ligger Väderholmens gård, som idag är kontor för Ragn-Sells. Ragnar Sellberg grundade företaget och är född på Väderholmens gård.

## Bilder

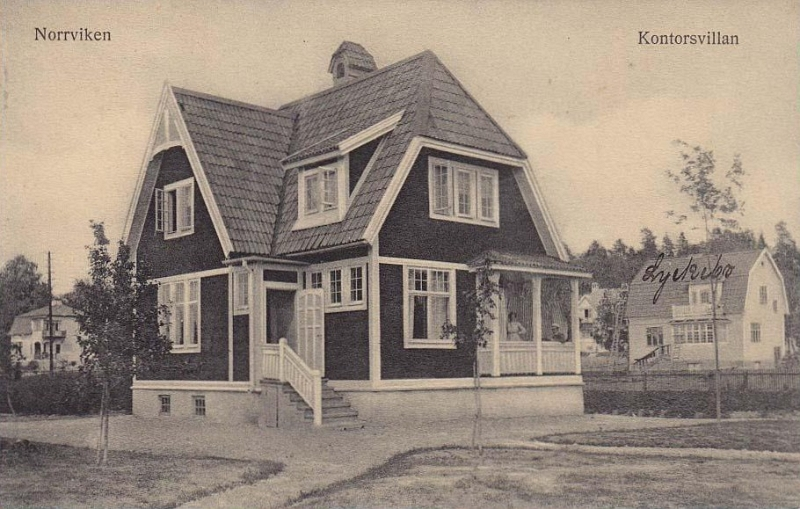
Kontorsvillan på stationsvägen i Norrviken
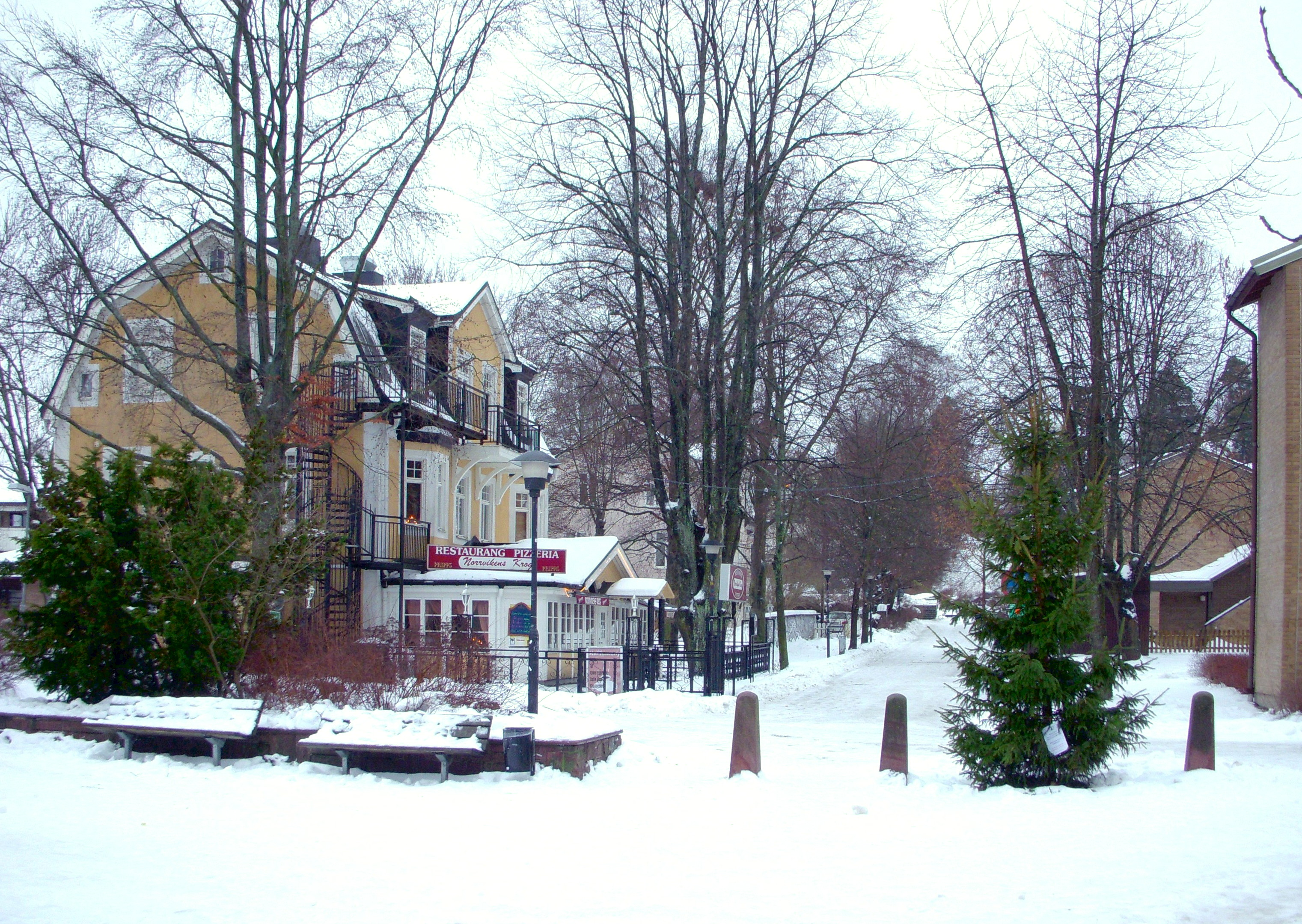
Norrvikens krog
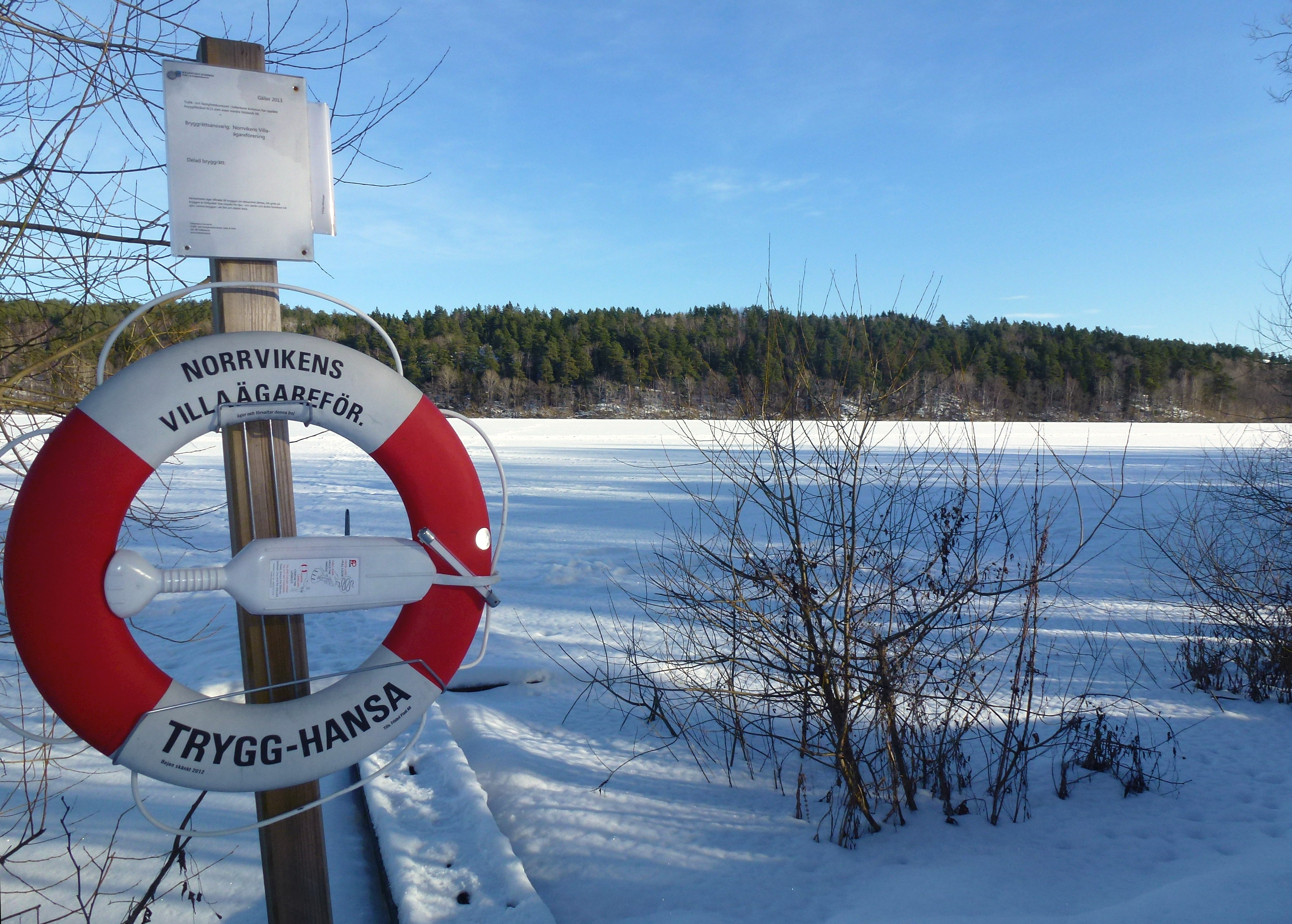
Norrviken från Strandpromenaden
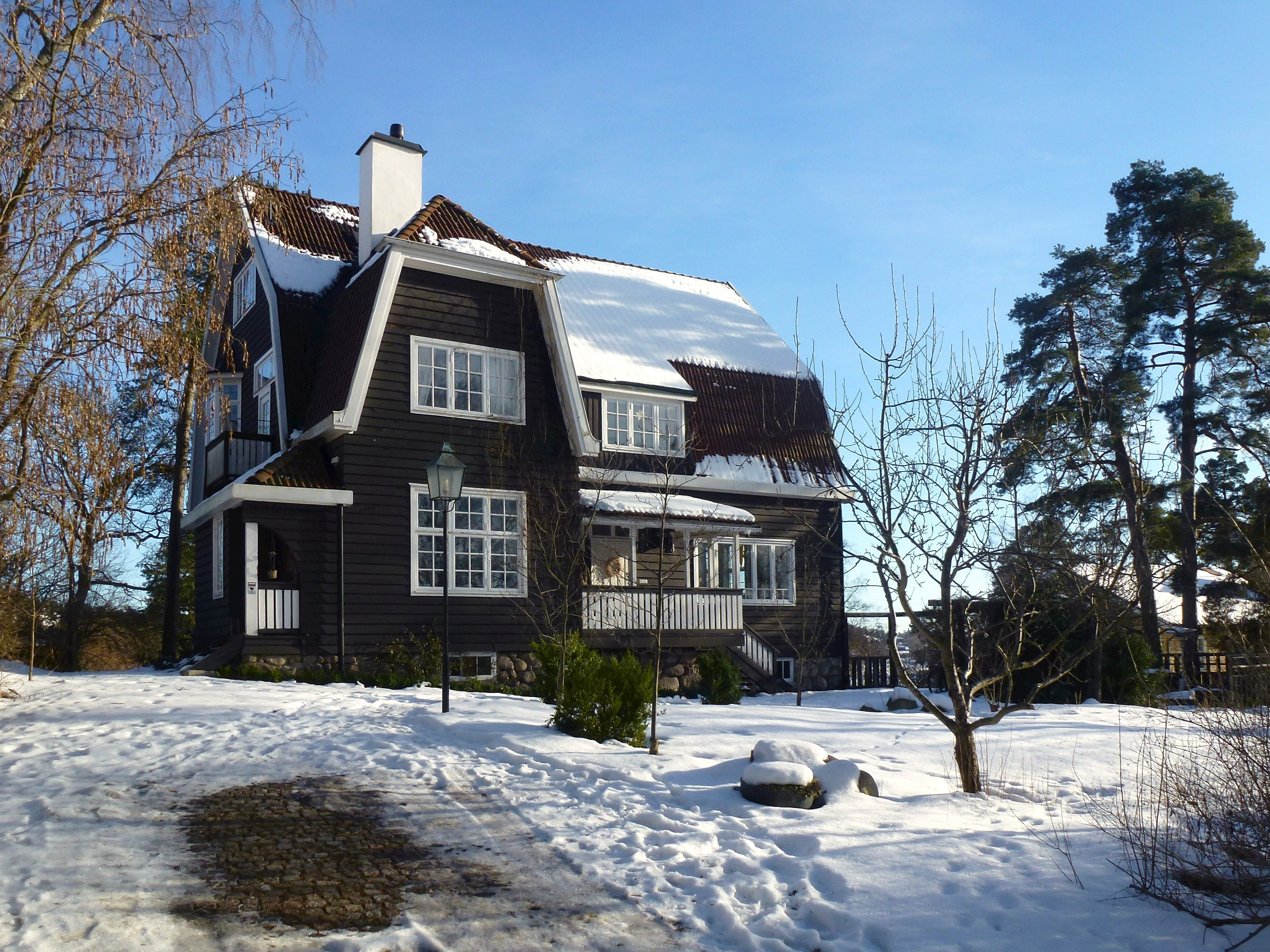
Villa Westholm, Brunkebergsåsen

## Pendeltågsstationen
Norrviken har en station på Stockholms pendeltågsnät. Se vidare Norrvikens station.